# Marko Pogačnik

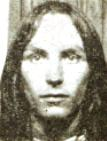
Marko Pogačnik

Marko Pogačnik (Kranj, 11 augustus 1944) is een Sloveense kunstenaar en publicist.
Hij is onder meer bekend om zijn boek Ontmoeting met natuurwezens (uitgeverij Vrij Geestesleven, Zeist 1996) en het door hem ontworpen huidige Sloveense wapen. Pogačnik kan naar eigen zeggen 'elementaire wezens' zien en contact met ze hebben. Hij reist de wereld rond met het genezen van deze wezens, welke in onze huidige tijd door de meeste mensen niet meer zouden kunnen worden onderscheiden.
Pogačnik heeft ook in deze gedachtenwereld passende, door hem bewerkte, stenen stèles opgesteld, onder andere in het kasteelpark van kasteel Türnich bij Kerpen, Duitsland.